# Campionato europeo maschile di pallacanestro 1939
Il 3º Campionato Europeo Maschile di Pallacanestro FIBA (noto anche come FIBA EuroBasket 1939) si è tenuto tra il 22 e il 28 maggio 1939 a Kaunas in Lituania.
I padroni di casa della Lituania si sono aggiudicati il torneo davanti alla Lettonia ed alla Polonia.
I Campionati europei maschili di pallacanestro sono una manifestazione biennale tra le squadre nazionali organizzata dalla FIBA Europe.

## Sede di gioco
| Città  | Impianto           | Impianto | Capienza |
| ------ | ------------------ | -------- | -------- |
| Kaunas | Kaunas Sports Hall |          | 3.500    |

## Girone unico
La formula di questa edizione prevedeva un girone unico con le otto squadre partecipanti che si sfidavano una sola volta tra di loro. Ogni vittoria dava diritto a due punti, la sconfitta ad uno.
| Team         | V - P | Pf - Ps   | Pt | +/-  |
| ------------ | ----- | --------- | -- | ---- |
| 1. Lituania  | 7 - 0 | 396 - 137 | 14 | +259 |
| 2. Lettonia  | 5 - 2 | 353 - 163 | 12 | +190 |
| 3. Polonia   | 5 - 2 | 242 - 216 | 12 | +26  |
| 4. Francia   | 4 - 3 | 265 - 216 | 11 | +49  |
| 5. Estonia   | 4 - 3 | 286 - 167 | 11 | +119 |
| 6. Italia    | 2 - 5 | 225 - 216 | 9  | +9   |
| 7. Ungheria  | 1 - 6 | 162 - 343 | 8  | -181 |
| 8. Finlandia | 0 - 7 | 70 - 541  | 7  | -471 |

| Kaunas 22 maggio 1939 | Polonia | 35 – 31 | Estonia |  |

| Kaunas 22 maggio 1939 | Francia | 76 – 11 | Finlandia |  |

| Kaunas 22 maggio 1939 | Italia | 39 – 21 | Ungheria |  |

| Kaunas 22 maggio 1939 | Lituania | 37 – 36 | Lettonia |  |

| Kaunas 23 maggio 1939 | Polonia | 38 – 36 | Francia |  |

| Kaunas 23 maggio 1939 | Italia | 63 – 13 | Finlandia |  |

| Kaunas 23 maggio 1939 | Lituania | 33 – 14 | Estonia |  |

| Kaunas 23 maggio 1939 | Lettonia | 58 – 24 | Ungheria |  |

| Kaunas 24 maggio 1939 | Francia | 31 – 24 | Italia |  |

| Kaunas 24 maggio 1939 | Lituania | 46 – 18 | Polonia |  |

| Kaunas 24 maggio 1939 | Lettonia | 108 – 7 | Finlandia |  |

| Kaunas 24 maggio 1939 | Estonia | 64 – 18 | Ungheria |  |

| Kaunas 25 maggio 1939 | Estonia | 91 – 1 | Finlandia |  |

| Kaunas 25 maggio 1939 | Polonia | 42 – 20 | Ungheria |  |

| Kaunas 25 maggio 1939 | Lettonia | 38 – 23 | Italia |  |

| Kaunas 25 maggio 1939 | Lituania | 48 – 18 | Francia |  |

| Kaunas 26 maggio 1939 | Lettonia | 45 – 26 | Francia |  |

| Kaunas 26 maggio 1939 | Lituania | 79 – 15 | Ungheria |  |

| Kaunas 26 maggio 1939 | Estonia | 29 – 22 | Italia |  |

| Kaunas 26 maggio 1939 | Polonia | 46 – 13 | Finlandia |  |

| Kaunas 27 maggio 1939 | Polonia | 43 – 27 | Italia |  |

| Kaunas 27 maggio 1939 | Francia | 45 – 19 | Ungheria |  |

| Kaunas 27 maggio 1939 | Lituania | 112 – 9 | Finlandia |  |

| Kaunas 27 maggio 1939 | Estonia | 26 – 25 | Lettonia |  |

| Kaunas 28 maggio 1939 | Lituania | 41 – 27 | Italia |  |

| Kaunas 28 maggio 1939 | Ungheria | 45 – 16 | Finlandia |  |

| Kaunas 28 maggio 1939 | Francia | 33 – 31 | Estonia |  |

| Kaunas 28 maggio 1939 | Lettonia | 43 – 20 | Polonia |  |

## Classifica Finale
| Campione d'Europa | Campione d'Europa | Campione d'Europa | Campione d'Europa |
| --- | ----------------- | --- | ----------------- |
| Lituania5 Jurgėla, 6 Mažeika, 7 Norkus, 8 Andrulis, 9 Lubinas, 10 Budrun, 11 Puzinauskas, 12 Baltrūnas, 13 Krause, 14 Ruzgys, 15 Nikolskis, 16 Petrauskas, 17 Šliūpas, 21 Leščinskas, All. Frank Lubin |                   | |                   |
| Argento | Lettonia          | Lettonia3 Vanags, 4 Krauklis, 5 Grīnbergs, 6 Kazāks, 8 Šmits, 9 Graudiņš, 11 Ārens, 12 Solovjovs, 14 Sātiņš, 18 Melderis, All. Valdemārs Baumanis                                      |                   |
| Bronzo | Polonia           | Polonia4 Gregołajtys, 5 Bartosiewicz, 6 Śmigielski, 7 Resich, 8 Grzechowiak, 9 Pawłowski, 10 Stok, 11 Rossudowski, 12 Kasprzak, 13 Łój, 14 Pławczyk, All. Walenty Kłyszejko            |                   |
| 4. | Francia           | Francia3 Fabrikant, 4 Lesmayoux, 5 Prudhomme, 6 Jeammes, 7 Étienne, 8 Frézot, 9 Katlama, 10 Cohu, 11 Mertz, 12 Gravier, 13 Busnel, 14 Ambroise, 15 Falleur, 16 Gonnet, All. Paul Geist |                   |
| 5. | Estonia           | Estonia3 Valdmäe, 4 Erikson, 5 Tillemann, 6 Viksten, 7 Vinogradov, 8 Amon, 9 Juurup, 10 Altosaar, 11 Veskila, 13 Mahl, All. Herbert Niiler                                             |                   |
| 6. | Italia            | Italia3 Marinelli, 4 Pasquini, 5 Novelli, 6 Vannini, 7 Pelliccia, 8 Girotti, 9 Bessi, 10 Bernini, 11 Tambone, 12 Renner, 13 Pellegrini, All. Decio Scuri                               |                   |
| 7. | Ungheria          | Ungheria3 Szathmáry, 4 Gyimesi, 5 Bajári, 6 Velkei, 7 Kardos, 8 Stolpa, 9 Szamosi, 10 S. Csányi, 11 Z. Csányi, 12 Szabó, All. István Király                                            |                   |
| 8. | Finlandia         | Finlandia3 Salminen, 4 Ihalainen, 5 Törrönen, 6 Saurala, 7 Valtonen, 8 Vuollekoski, 9 Sarkkula, 10 Heinonen, 11 Lindén, 12 Marmo, 13 Suurna, All. Alo Suurna                           |                   |

## Premi individuali
- MVP del torneo:  Pranas Lubinas